# Campeonato Mundial de Ginástica Artística de 2009 - Cavalo com alças masculino
A competição do cavalo com alças masculino do Campeonato Mundial de Ginástica Artística de 2009 teve sua final disputada no dia 17 de outubro. A qualificatória que definiu os ginastas finalistas foi disputada em 13 de outubro

## Medalhistas
| Ouro   | CHN Zhang Hongtao         |
| Prata  | HUN Krisztián Berki       |
| Bronze | AUS Prashanth Sellathurai |

## Resultados

### Qualificatória

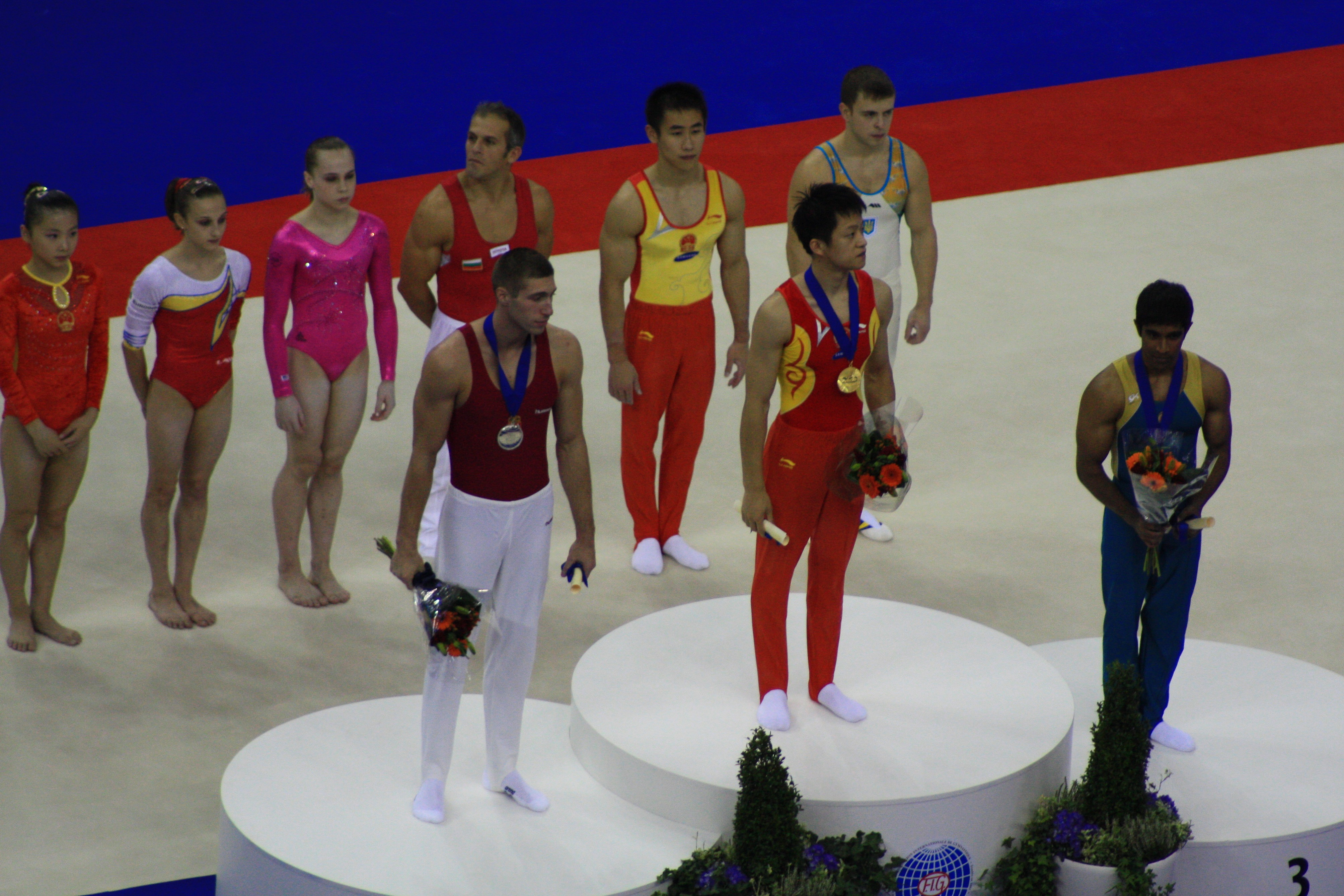
Pódio do cavalo com alças: Krisztián Berki (esquerda), Zhang Hongtao (centro) e Prashanth Sellathurai.

Esses são os resultados da qualificatória.
| Pos. | Ginasta                   | Total  | Nota |
| ---- | ------------------------- | ------ | ---- |
| 1    | CHN Zhang Hongtao         | 16,275 | Q    |
| 2    | HUN Krisztián Berki       | 16,100 | Q    |
| 3    | GBR Louis Smith           | 15,900 | Q    |
| 4    | ROU Flavius Koczi         | 15,625 | Q    |
| 5    | AUS Prashanth Sellathurai | 15,575 | Q    |
| 6    | FRA Cyril Tommasone       | 15,450 | Q    |
| 7    | CRO Robert Seligman       | 15,350 | Q    |
| 8    | USA Timothy McNeill       | 15,350 | Q    |
| 9    | ROU Cosmin Popescu        | 15,075 | R    |
| 10   | HUN Vid Hidvegi           | 14,925 | R    |
| 11   | BLR Aliaksandr Tsarevich  | 14,875 | R    |

- Q - qualificado para a final
- R - reserva

### Final
Esses são os resultados da final.
| Pos. | Ginasta                   | Nota D | Nota E | Pen. | Total  |
| ---- | ------------------------- | ------ | ------ | ---- | ------ |
|      | CHN Zhang Hongtao         | 6,600  | 9,600  |      | 16,200 |
|      | HUN Krisztián Berki       | 6,900  | 9,175  |      | 16,075 |
|      | AUS Prashanth Sellathurai | 6,600  | 8,800  |      | 15,400 |
| 4    | FRA Cyril Tommasone       | 6,500  | 8,725  |      | 15,225 |
| 5    | USA Timothy McNeill       | 6,400  | 8,750  |      | 15,150 |
| 6    | ROU Flavius Koczi         | 6,600  | 8,375  |      | 14,975 |
| 7    | CRO Robert Seligman       | 6,100  | 8,650  |      | 14,750 |
| 8    | GBR Louis Smith           | 6,600  | 7,850  |      | 14,450 |